# Alaskas segl
Alaskas segl blev udviklet før Alaska, i 1959, blev indlemmet som delstat i USA, da området var kendt som District of Alaska.
Områdets første guvernør, efter Ruslands salg af området i 1867, fik udviklet symbolet for distriktet, som viser gletsjere, nordlys, igloer og eskimoer, som udfører isfiskning.
I 1910 blev symbolet ændret og erstattet med et design som repræsenterede områdets industrielle udvikling og naturrigdomme.
Det nuværende segl, anno 2010, symboliserer den viste højovn, minedrift, toget, Alaskas jernbaner, skibene, den omfattende søtransport, træerne, statens store mængder tømmer og bonden med hesten og tre hvedeneg, Alaskas landbrug samt fiskene, den store betydning for statens fiskeri.

## Ekstern henvisning
- Alaskas segl (engelsk) Arkiveret 5. oktober 2009 hos  Wayback Machine